# محمد کتیر
محمد کتیر (انگلیسی: Mohamed Katir؛ زادهٔ ۱۷ فوریهٔ ۱۹۹۸) دونده دو استقامت و نیمه استقامت مراکشی‌تبار اهل اسپانیا است.